# Vanderhorstia kizakura
Vanderhorstia kizakura es una especie de peces de la familia de los Gobiidae en el orden de los Perciformes.

## Morfología
Las  hembras pueden llegar a alcanzar los 3,95 cm de longitud total.

## Hábitat
Es un pez de Mar, de clima tropical y demersal, que vive entre 30-60 m de profundidad.

## Distribución geográfica
Se encuentra en el Japón: las Islas Ryukyu y la costa suroccidental de Shikoku.

## Observaciones
Es inofensivo para los humanos. 